# Dieter Planck

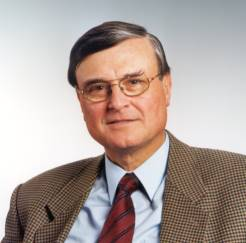
Dieter Planck (2003)

Dieter Planck (* 14. August 1944 in Rottenburg am Neckar; † 1. Juli 2025 in Stuttgart) war ein deutscher Archäologe mit Schwerpunkt Provinzialrömische Archäologie und Denkmalpfleger. Er war Präsident des Landesamtes für Denkmalpflege Baden-Württemberg im Regierungspräsidium Stuttgart und Gründungsdirektor des Archäologischen Landesmuseums Baden-Württemberg.

## Werdegang
Nach dem Abitur am Eugen-Bolz-Gymnasium in Rottenburg am Neckar studierte Planck Vor- und Frühgeschichte, Alte Geschichte, Urgeschichte und Klassische Archäologie an der Eberhard-Karls-Universität Tübingen und der Ludwig-Maximilians-Universität München.
Nach der 1970 erfolgten Promotion über Arae Flaviae an der Universität Tübingen war Planck zunächst in der archäologischen Denkmalpflege in Tübingen tätig, ab 1972 als Referent für Bodendenkmalpflege für den Regierungsbezirk Nordwürttemberg. Von 1979 bis 1994 leitete er die archäologische Denkmalpflege in Baden-Württemberg. Damals gelang ihm ein Ausbau der archäologischen Bodendenkmalpflege in Baden-Württemberg. Ab 1983 wurde die Einrichtung archäologischer Reservate in Baden-Württemberg durch eine Bezuschussung zum Grunderwerb gewährleistet, durch die einige bedeutende antike Stätten des Landes vor der modernen Zerstörung gerettet werden konnten. Der damals verabschiedete Maßnahmenkatalog für diese kulturellen Güter wurde aber bei einer Verwaltungsreform des Landes wieder zurückgenommen.
1992 wurde er zum Direktor des neu gegründeten Archäologischen Landesmuseums Baden-Württemberg ernannt. Darüber hinaus etablierte er 1993 den Tag des offenen Denkmals in Baden-Württemberg. 1994 wurde Planck Präsident des Landesdenkmalamtes Baden-Württemberg, nach dessen Eingliederung in das Regierungspräsidium Stuttgart war er bis August 2009 Präsident der Abteilung 8 – Landesamt für Denkmalpflege. Daneben lehrte er am Historischen Institut der Universität Stuttgart als Honorarprofessor.
2009 trat Planck aus seinem Amt als Präsident des Landesamts für Denkmalpflege Baden-Württemberg in den Ruhestand. Sein Nachfolger wurde Claus Wolf.
Planck starb Anfang Juli 2025 in Stuttgart im Alter von 80 Jahren und wurde am 17. Juli 2025 auf dem Sülchenfriedhof in Rottenburg am Neckar in einer Urne im Familiengrab beigesetzt. In einem Nachruf würdigt das Landesamt für Denkmalpflege die Verdienste von Dieter Planck um die Landesarchäologie in Baden-Württemberg, wobei er unter anderem „die Idee einer gesamtheitlichen Denkmalpflege aus Archäologie und Baudenkmalpflege nachhaltig geprägt hat.“

## Schwerpunkte der archäologischen Arbeit
1971 arbeitete Planck am Kastell Köngen und dem dazugehörigen Lagerdorf. Sein Einsatz für den Erhalt des heute einzigen vor der Überbauung geretteten Kastells am Neckarlimes war 1974 die Grundlage für dessen Ernennung zum Kulturdenkmal. Planck unterstützte zudem die Konzeption des Römerparks und des Museums in Köngen. Im Herbst 1973 und im Frühjahr 1974 grub das Landesdenkmalamt Baden-Württemberg unter Plancks Leitung das Limestor Dalkingen am Obergermanisch-Rätischen Limes aus. 1975 wurde die Anlage der Öffentlichkeit übergeben. Die Erkenntnisse aus dieser Arbeit brachten teils gänzlich neue Aspekte für die römische Grenzforschung. Das Limestor Dalkingen wurde 2005 zusammen mit den Grenzanlagen ein UNESCO-Weltkulturerbe und ist 2006 zum Kulturdenkmal erklärt worden. In den Jahren 1976 bis 1981 arbeitete Planck am Ostkastell in Welzheim, wobei sich die Grabungen auf die Wehrmauern konzentrierten, um das Lagerinnere als archäologisches Reservat zu erhalten. In den dort entdeckten antiken Brunnen konnten teils spektakuläre Funde gemacht werden. Mit Dietwulf Baatz unter anderem  war er an der Rekonstruktion des Westtores der Anlage beteiligt, das 1983 der Öffentlichkeit übergeben wurde. Von 1979 bis 1989 war Dieter Planck Leiter der Ausgrabungen und der Konservation des Stabsgebäudes (Principia) am Limesmuseum Aalen.

## Mitgliedschaften
Seit 1964 war Planck Mitglied der Studentenverbindung Akademische Gesellschaft Stuttgardia Tübingen. Er war von 1988 bis 2003 Vorsitzender des Verbandes der Landesarchäologen in der Bundesrepublik Deutschland. Planck war seit 1975 Korrespondierendes Mitglied und seit 1981 Ordentliches Mitglied des Deutschen Archäologischen Instituts und seit 1980 der Römisch-Germanischen Kommission. Er ist Gründungsmitglied der Deutschen Limeskommission und war von 2003 bis 2009 deren Vorsitzender. Er fungierte von 1988 bis 2014 als Vorsitzender der Gesellschaft für Archäologie in Württemberg und Hohenzollern, deren Ehrenvorsitzender er bis zu seinem Tod im Jahr 2025 war. Bis zu seiner Verabschiedung in den Ruhestand 2009 war er als Vorsitzender der Jury des Archäologie-Preises Baden-Württemberg tätig. Planck war jahrelang Mitglied des wissenschaftlichen Beirates der Zeitschrift Archäologie in Deutschland sowie Mitglied des Vorstandes der Wissenschaftlichen Buchgesellschaft, dessen kommissarischer Vorsitzender er nach dem Tod des Vorsitzenden Gert Haller im Jahr 2012 war. 2010 initiierte er die Gründung der Förderstiftung Archäologie in Baden-Württemberg und war bis November 2022 deren Vorsitzender. Als Ehrenmitglied gehörte er ebenfalls dem Kuratorium der Denkmalstiftung Baden-Württemberg an.

## Auszeichnungen
- 2006: Daniel-Pfisterer-Preis des Geschichts- und Kulturvereins Köngen für seine Verdienste um das römische Erbe der Stadt[13]
- 2010: Große Ehrenplakette in Silber der Stadt Aalen im Rahmen der Eröffnung einer Sonderausstellung im Limesmuseum Aalen
- 2013: Ernennung zum Komtur des päpstlichen Silvesterordens (Ordo Sancti Silvestri Papae)[14]
- 2014: Verdienstorden des Landes Baden-Württemberg
- 2014: Ernennung zum Ehrenvorsitzenden der Gesellschaft für Archäologie in Württemberg und Hohenzollern
- 2023: Ehrenmedaille in Silber der Gesellschaft für Archäologie in Württemberg und Hohenzollern[15]

## Veröffentlichungen (Auswahl)
- Herausgeber zahlreicher Werke zur Archäologie Baden-Württembergs
- Das Rottweiler Römerbad (= Kleine Schriften des Stadtarchivs Rottweil. Band 2). Stadtarchiv Rottweil, Rottweil 1972.
- Neue Ausgrabungen am Limes (= Kleine Schriften zur Kenntnis der römischen Besetzungsgeschichte Südwestdeutschlands. Nummer 12). Gesellschaft für Vor- und Frühgeschichte in Württemberg und Hohenzollern/Landesmuseum, Stuttgart 1975.
- Arae Flaviae 1: Neue Untersuchungen zur Geschichte des römischen Rottweil (= Forschungen und Berichte zur Vor- und Frühgeschichte in Baden-Württemberg. Band 6). 2 Teilbände, Müller und Gräff, Stuttgart 1975, ISBN 3-87532-061-1 und ISBN 3-87532-062-X.
- mit Willi Beck: Der Limes in Südwestdeutschland. Limeswanderung Mainz – Rems – Wörnitz. Konrad Theiss Verlag, Stuttgart 1980, ISBN 3-8062-0242-7. 2. völlig neubearbeitete Auflage, ebenda 1987, ISBN 3-8062-0496-9.
- mit Udelgard Körber-Grohne, Mostefa Kokabi und Ulrike Piening: Flora und Fauna im Ostkastell von Welzheim (= Forschungen und Berichte zur Vor- und Frühgeschichte in Baden-Württemberg. Band 14). Konrad Theiss Verlag, Stuttgart 1983.
- Das Freilichtmuseum am Rätischen Limes im Ostalbkreis (= Führer zu archäologischen Denkmälern in Baden-Württemberg. Band 9). Konrad Theiss Verlag, Stuttgart 1983, ISBN 3-8062-0223-0.
- als Redakteur: Der Keltenfürst von Hochdorf. Methoden und Ergebnisse der Landesarchäologie. Theiss, Stuttgart 1985, ISBN 3-8062-0441-1.
- als Herausgeber: Archäologie in Württemberg. Ergebnisse und Perspektiven archäologischen Forschung von der Altsteinzeit bis zur Neuzeit, Theiss, Stuttgart 1988, ISBN 3-8062-0542-6.
- Das römische Walheim. Ausgrabungen 1980–1988 (= Archäologische Informationen aus Baden-Württemberg. Heft 18). Gesellschaft für Vor- und Frühgeschichte in Württemberg und Hohenzollern, Stuttgart 1991, ISBN 3-927714-10-0.
- als Herausgeber: Archäologie in Baden-Württemberg. Das Archäologische Landesmuseum, Außenstelle Konstanz. Theiss, Stuttgart 1994, ISBN 3-8062-1168-X.
- mit Otto Braasch, Judith Oexle, Helmut Schlichtherle: Unterirdisches Baden-Württemberg. 250.000 Jahre Geschichte und Archäologie im Luftbild. Konrad Theiss Verlag, Stuttgart 1994, ISBN 3-8062-0497-7.
- als Herausgeber: Die Römer in Baden-Württemberg: Römerstätten und Museen von Aalen bis Zwiefalten. Konrad Theiss, Stuttgart 2005, ISBN 3-8062-1555-3.
- mit Andreas Thiel: Das Limes-Lexikon. Roms Grenzen von A bis Z. Beck, München 2009, ISBN 978-3-406-56816-9.
- Das Limestor bei Dalkingen (= Forschungen und Berichte zur Vor- und Frühgeschichte in Baden-Württemberg. Band 129). Theiss, Darmstadt 2014, ISBN 978-3-8062-3033-8.

## Nachweise
1. ↑  Todesanzeigen Dieter Planck. In: Stuttgarter Zeitung. 9. Juli 2025.
2. 1 2  Dieter Planck. In: Südwest Presse Trauer. Abgerufen am 9. Juli 2025.
3. ↑  Dieter Planck: Restaurierung und Rekonstruktion römischer Bauten in Baden-Württemberg in: Günter Ulbert, Gerhard Weber (Hrsg.): Konservierte Geschichte? Antike Bauten und ihre Erhaltung. Konrad Theiss Verlag, Stuttgart 1985, ISBN 3-8062-0450-0, S. 152.
4. ↑  Regierungspräsidium Stuttgart: LDA Baden-Württemberg: Prof. Dr. Dieter Planck im Ruhestand. 5. September 2009, abgerufen am 1. Januar 2021.
5. ↑  Nachruf Dieter Planck (* 14. August 1944, † 1. Juli 2025). In: www.denkmalpflege-bw.de. Landesamt für Denkmalpflege im Regierungspräsidium Stuttgart, abgerufen am 10. August 2025.
6. ↑  Archäologie in Deutschland, Ausgabe 2/2006. Konrad Theiss Verlag, Stuttgart. S. 72.
7. ↑  Dieter Planck: Restaurierung und Rekonstruktion römischer Bauten in Baden-Württemberg. In: Günter Ulbert, Gerhard Weber (Hrsg.): Konservierte Geschichte? Antike Bauten und ihre Erhaltung. Konrad Theiss Verlag, Stuttgart 1985, ISBN 3-8062-0450-0, S. 130–152, hier: S. 140.
8. ↑  Landratsamt Ostalbkreis: Limestor Rainau-Dalkingen. Archiviert vom Original am 7. Februar 2014; abgerufen am 1. Januar 2021.
9. ↑  Dieter Planck: Restaurierung und Rekonstruktion römischer Bauten in Baden-Württemberg. In: Günter Ulbert, Gerhard Weber (Hrsg.): Konservierte Geschichte? Antike Bauten und ihre Erhaltung. Konrad Theiss Verlag, Stuttgart 1985, ISBN 3-8062-0450-0, S. 130–152, hier: S. 149ff.
10. ↑  Website der Gesellschaft für Archäologie: Impressum. In: www.gesellschaft-archaeologie.de. Gesellschaft für Archäologie in Baden-Württemberg e. V., abgerufen am 5. Juli 2025.
11. ↑  Dr. Gert Haller, Vorstandsvorsitzender der WBG ist gestorben (Memento vom 3. Juni 2012 im Internet Archive)
12. ↑  Mitgliederliste der Gremien – Kuratorium. In: www.denkmalstiftung-baden-wuerttemberg.de. Denkmalstiftung Baden-Württemberg, abgerufen am 15. Mai 2021.
13. ↑  Archäologie in Deutschland. Ausgabe 2/2006. Theiss, Stuttgart 2006, S. 72.
14. ↑  Der Johanniterorden in Baden-Württemberg. (Memento vom 8. November 2017 im Internet Archive) Nr. 128, Dezember 2013, S. 43.
15. ↑  Kein Stuttgart ohne Cannstatt – Die römischen Wurzeln der heutigen Landeshauptstadt. Gesellschaft für Archäologie in Württemberg und Hohenzollern, 16. Februar 2023, abgerufen am 26. Februar 2023.

| Personendaten    | Personendaten                                                       |
| ---------------- | ------------------------------------------------------------------- |
| NAME             | Planck, Dieter                                                      |
| KURZBESCHREIBUNG | deutscher Archäologe mit Schwerpunkt Provinzialrömische Archäologie |
| GEBURTSDATUM     | 14. August 1944                                                     |
| GEBURTSORT       | Rottenburg am Neckar                                                |
| STERBEDATUM      | 1. Juli 2025                                                        |
| STERBEORT        | Stuttgart                                                           |